# 威德 (加利福尼亚州)
威德（Weed）是美国加利福尼亚州锡斯基尤县的一座城市。
根据2000年美国人口普查，威德共有2,978人，其中白人占73.27%、非裔美国人占9.27%、亚裔美国人占4.57%、土著美国人占1.95%。